# Jerrie Mock
Geraldine "Jerrie" Fredritz Mock (22 de novembro de 1925 – 30 de setembro de 2014) foi uma aviadora americana e a primeira mulher a voar sozinha ao redor do mundo, algo realizado em 1964. Ela pilotou um monomotor Cessna 180 (registro N1538C) batizado de "O Espírito de Colombo" e apelidado de "Charlie". A viagem começou no dia 19 de março de 1964, em Columbus, Ohio, e terminou no dia 17 de abril de 1964, na mesma cidade, levando 29 dias, 21 paradas feitas e quase 22 860 milhas (37 000 km) viajados.
Uma parte quase esquecida deste voo é a "corrida" que se desenvolveu entre Jerrie Mock e Joan Merriam Smith, que havia decolado de um campo perto de São Francisco, Califórnia, no dia 17 de março de 1964. A data de partida e a trajetória de voo de Joan eram as mesmas do último voo realizado por Amelia Earhart e, embora não estivessem em competição direta, a mídia logo começou a acompanhar o progresso das aviadoras, fascinada por quem completaria a jornada primeiro. A história desta corrida é contada em um livro escrito por Taylor Phillips, intitulado Racing to Greet the Sun, Jerrie Mock and Joan Merriam Smith Duel to Become the First Woman to Solo Around the World. Jerrie Mock recebeu posteriormente a Medalha Louis Blériot da Fédération Aéronautique Internationale em 1965.
Em 1970, ela publicou a história de seu voo de volta ao mundo no livro Three-Eight Charlie. Apesar deste livro não estar mais sendo impresso, uma edição especial comemorando 50 anos da viagem foi publicada posteriormente, incluindo mapas, cartas meteorológicos e fotos. O título, Three-Eight Charlie, é uma referência ao indicativo de chamada, N1538C, do Cessna 180 Skywagon que Mock usou em sua viagem. Antes de sua morte, Mock, mãe de três filhos, residia em Quincy, Flórida, noroeste da capital do estado, Tallahassee.

## Biografia

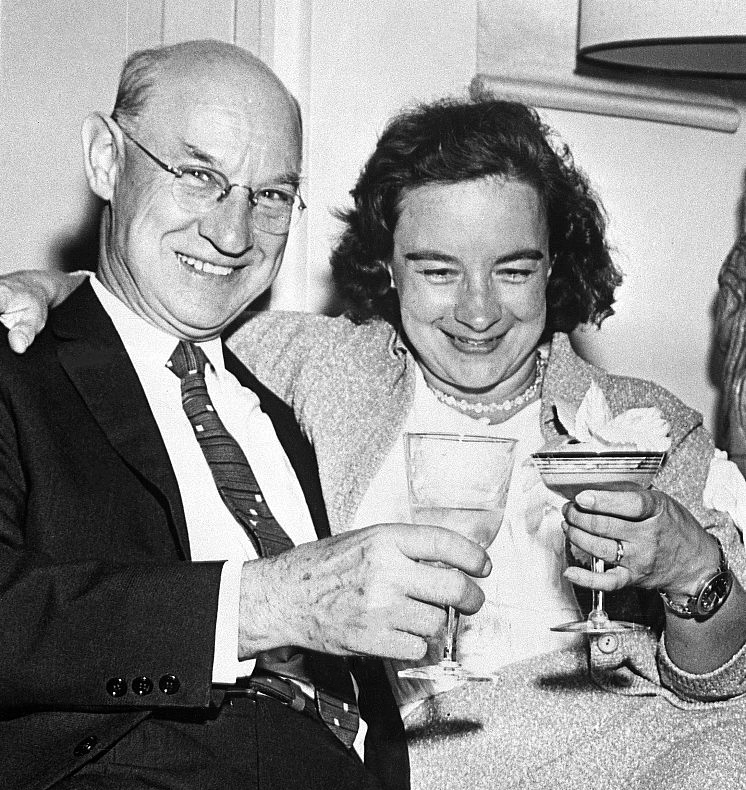
Mock com seu pai, em 18 de abril de 1964

Geraldine "Jerrie" Fredritz Mock nasceu no dia 22 de novembro de 1925, em Newark, Ohio, filha de Timothy e Blanche (Wright) Fredritz. Seus avós paternos eram emigrantes alemães. Durante sua infância, ela descobriu que tinha mais em comum com os meninos. Seu interesse por voar foi despertado aos 7 anos de idade, quando ela e seu pai tiveram a oportunidade de voar no cockpit de um Ford Trimotor. No ensino médio, ela fez um curso de engenharia, do qual era a única mulher, e decidiu que voar era sua paixão. Ela se formou na Newark High School em 1943 e passou a frequentar a Universidade Estadual de Ohio (OSU). Na universidade, tornou-se membro da irmandade Phi Mu. Em 1945 ela abandonou seus estudos na OSU para se casar com seu marido, Russell Mock.

## Voo ao redor do mundo
Durante o voo, Mock viajou sobre Marrocos, Arábia Saudita e Vietnã, entre outros países. Após dias estressantes viajando sobre o Atlântico, Mock foi recebida pelo presidente do Aero Club de Marrocos, e passou a noite em uma casa francesa, onde Mock relatou: "não houve tempestades aterrorizantes sobre o Atlântico. Vestida em cetim vermelho, dancei em palácios de mármore."
Mock depois viajou para a Arábia Saudita, onde aterrissou no aeroporto de Dhahran. Em seu livro Three-Eight Charlie, Mock diz que, após desembarcar na Arábia Saudita, a multidão de homens ao seu redor parecia confusa. Um dos homens se aproximou de seu avião: “Sua cabeça, coberta por um kaffiyeh branco, acenou com veemência, e ele gritou para a multidão que não havia homem. Isso trouxe uma ovação empolgante”, ela se lembra. Mock foi uma atração na Arábia Saudita, onde as mulheres só teriam o direito de conduzir veículos a partir de 2017, muito menos pilotar um avião.
Viajar pelo mundo deu à Mock uma nova perspectiva e experiências. Voando sobre o Vietnã, ela comentou: "Em algum lugar não muito distante uma guerra estava sendo travada, mas do céu acima, tudo parecia pacífico."

## Realizações e reconhecimento

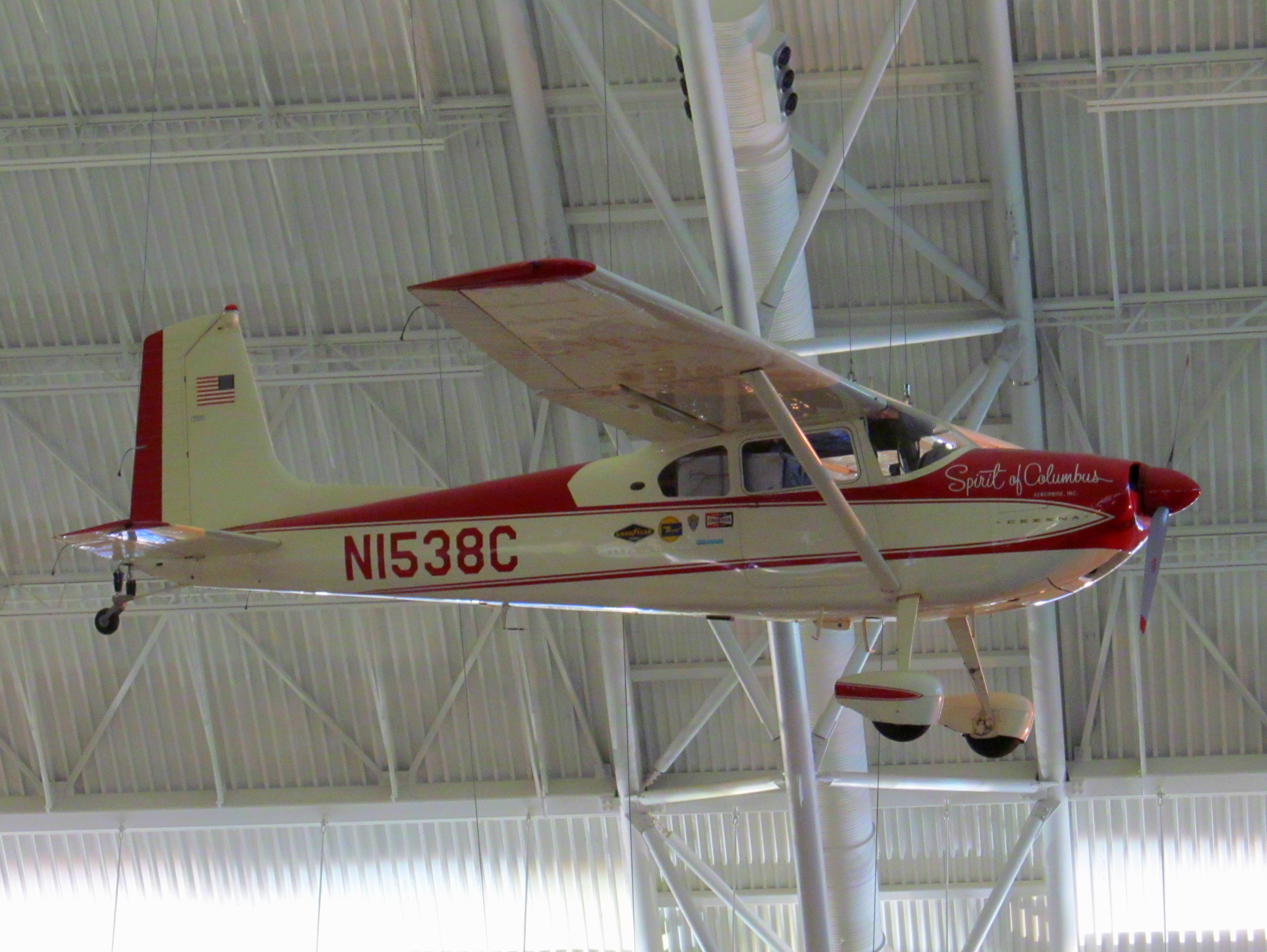
"O Espírito de Colombo", o Cessna 180 utilizado por Jerrie Mock

### Registros oficiais da aviação mundial: 1964-1969
(Sancionado e aceito pela Associação Aeronáutica Nacional e pela Fédération Aéronautique Internationale) 
1964 
- Velocidade ao redor do mundo, Classe C1-c
- Velocidade ao redor do mundo, Feminino

1965 
- Velocidade em um curso fechado de 500 km, Classe C1-b

1966 
- Distância em linha reta, Feminino

1968 
- Distância em curso fechado, Classe C1-c
- Distância em curso fechado, Feminino
- Velocidade em um percurso reconhecido

1969 
- Velocidade em um percurso reconhecido

### Primeira mulher a
- Primeira mulher a voar solo ao redor do mundo
- Primeira mulher a voar ao redor do mundo em um avião monomotor
- Primeira mulher a voar EUA – África via o Atlântico Norte
- Primeira mulher a voar sobre o Pacífico com um monomotor
- Primeira mulher a voar do Oeste ao Leste do Pacífico
- Primeira mulher a voar sobre o Atlântico e o Pacífico
- Primeira mulher a voar no Pacífico nas duas direções

### Prêmios e honras

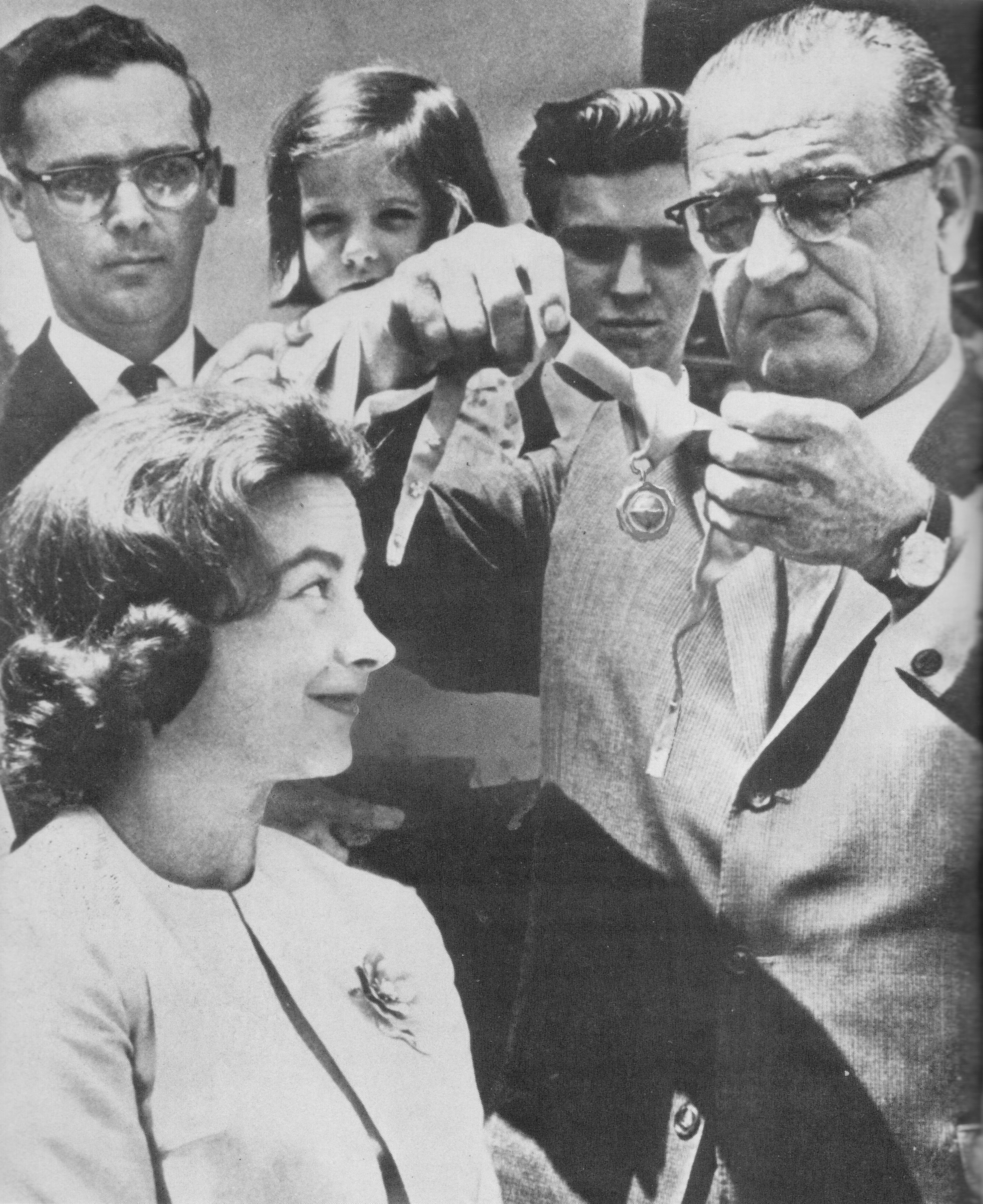
Presidente Lyndon Johnson concede a Mock a Medalha de Ouro da Agência Federal de Aviação, em 4 de maio de 1964

- Medalha de Ouro da Agência Federal de Aviação por Serviços Excepcionais
- Prêmio do Governador de Ohio
- Medalha de Prata Louis Blériot (Prêmio Mundial da Fédération Aéronautique Internationale)
- Prêmio de Serviço Distinto pelo Instituto Americano de Aeronáutica e Astronáutica
- Prêmio do Ano da Câmara de Comércio da Área de Columbus
- Prêmio Especial da Associação de Aeronaves Experimentais
- Prêmio Sparky da Associação de Comércio de Aviação de Ohio
- Prêmio do Memorial Amelia Earhart, 1964
- Prêmio Aero Classic Aviation Progress, 1965
- Prêmio de Piloto do Ano da Associação Nacional de Comércio de Aviação, 1964
- Medalha de Prata Glenn Hammond Curtiss, Clube Pittsburgh OX-5[14]
- Troféu Marcos Importantes em Voos Tripulados, Trans World Airlines
- Prêmio Especial Aero Club de Wadsworth, Ohio
- Medalhão de Reconhecimento Especial do Kansas 99
- Prêmio Especial da Associação Cívica de Bexley
- Prêmio da Associação de Aeronáutica Feminina de Wichita
- Prêmio de Apreciação, Sociedade Histórica de Licking County (Ohio)
- Prêmio Especial do Columbus Transportation Club
- Mulher Esportista do Ano, Columbus Citizen-Journal, 1969
- Citação de Wichita, Kansas, Câmara de Comércio
- O dia 14 de setembro de 2013 foi declarado Dia da Jerrie Mock por uma proclamação oficial do prefeito de Newark, Ohio, Jeff Hall.[15]

### Legado
Uma escultura de bronze em tamanho real de Mock, esculpida por Renate Burgyan Fackler, foi revelada no pátio do museu The Works, em Newark, Ohio, no dia 14 de setembro de 2013. A irmã mais nova de Mock, Susan Reid, serviu como modelo para a estátua enquanto usava a saia de malha, suéter e sapatos de couro que Mock usara em seu voo de volta ao mundo. Segundo Wendy Hollinger, a editora que relançou o livro de Mock sobre seu voo, ela não gostava de saias, mas "estava de saia porque achava que seria socialmente aceitável, especialmente no Oriente Médio".
O Cessna 180 de Mock, que ela usou para voar ao redor do mundo, "O Espírito de Colombo", se encontra no Centro Udvar-Hazy do Museu Nacional do Ar e Espaço. na Virgínia.  Em junho de 2007, Mock voou para Chantilly, na Virgínia, para ver "O Espírito de Colombo" pela primeira vez em muitos anos. Mock "ficou tão satisfeita ao ver seu avião 'no ar' novamente". O avião estava anteriormente armazenado, mas com a abertura do Centro Udvar-Hazy, agora está novamente em exibição.
A Força Aérea dos Estados Unidos nomeou uma rua em homenagem a Mock na Base Aérea Rickenbacker em Lockbourne, Ohio (próximo a Columbus).
Uma placa com as realizações de Mock pode ser encontrada na Parede da Fama da Aviação do Aeroporto Regional de Tallahassee, Flórida.

## Morte
Mock foi encontrada morta em sua casa em Quincy, Flórida, por um parente, no dia 30 de setembro de 2014.

## Ligações externos
- Cessna 180 de Jerrie no Museu Nacional do Ar e Espaço
- Edição comemorativa do livro de Mock